# Petesháza
Petesháza (szlovénül: Petišovci) magyarok lakta falu Szlovéniában a Muravidéken. Közigazgatásilag Lendvához tartozik.

## Fekvése
Lendvától 5 km-re délre a Lendva és a Mura között a horvát határ mellett fekszik.

## Története
Területét 1379-ben az alsólendvai Bánffy család kapta I. Lajos magyar királytól adományként. Első írásos említése 1381-ből származik "Predium Pethes" alakban. 1389-ben "Pred. Pethushaza", 1524-ben "Villa Petheshaza" néven szerepel a korabeli forrásokban.
1644-ig a család kihalásáig volt a Bánffyak birtoka. Ezután a Nádasdy család birtoka lett. 1690- ben Eszterházy nádor több más valaha Bánffy-birtokkal együtt megvásárolta. Ezután végig a család birtoka maradt.
Vályi András szerint „ PETESHÁZA. Magyar falu Szala Vármegyében, földes Ura H. Eszterházy Uraság, lakosai katolikusok, és másfélék is, fekszik Alsó Lendvához közel, mellynek filiája, határja középszerű.”
Fényes Elek szerint „ Petesháza, magyar falu, Zala vgyében, az alsó-lendvai uradalomban, 521 kath. lak.”
1910-ben 900, túlnyomórészt magyar lakosa volt.
Közigazgatásilag Zala vármegye Alsólendvai járásának része volt. 1919-ben a Szerb–Horvát–Szlovén Királysághoz csatolták, ami tíz évvel később vette fel a Jugoszlávia nevet. 1941-ben a Muramentét a magyar hadsereg visszafoglalta és 1945-ig ismét Magyarország része volt, majd a második világháború befejezése után végleg jugoszláv kézbe került. 1991 óta a független Szlovén Köztársaság része. 2002-ben 843 lakosa volt.

## Nevezetességei
- Szent Rozália tiszteletére szentelt római katolikus temploma 1994-ben épült.
- A falu 4 m magas Mária-oszlopát 1800-ban emelték.
- Az iskolaépületet 1906-ban építették.